# Gábor Novák
Gábor Novák (Budapest, 14 agosto 1934 – 5 agosto 2021) è stato un canoista ungherese.

## Palmarès

### Olimpiadi
- Argento a Helsinki 1952 nel C1 10000 metri.